# Ban Nobutomo

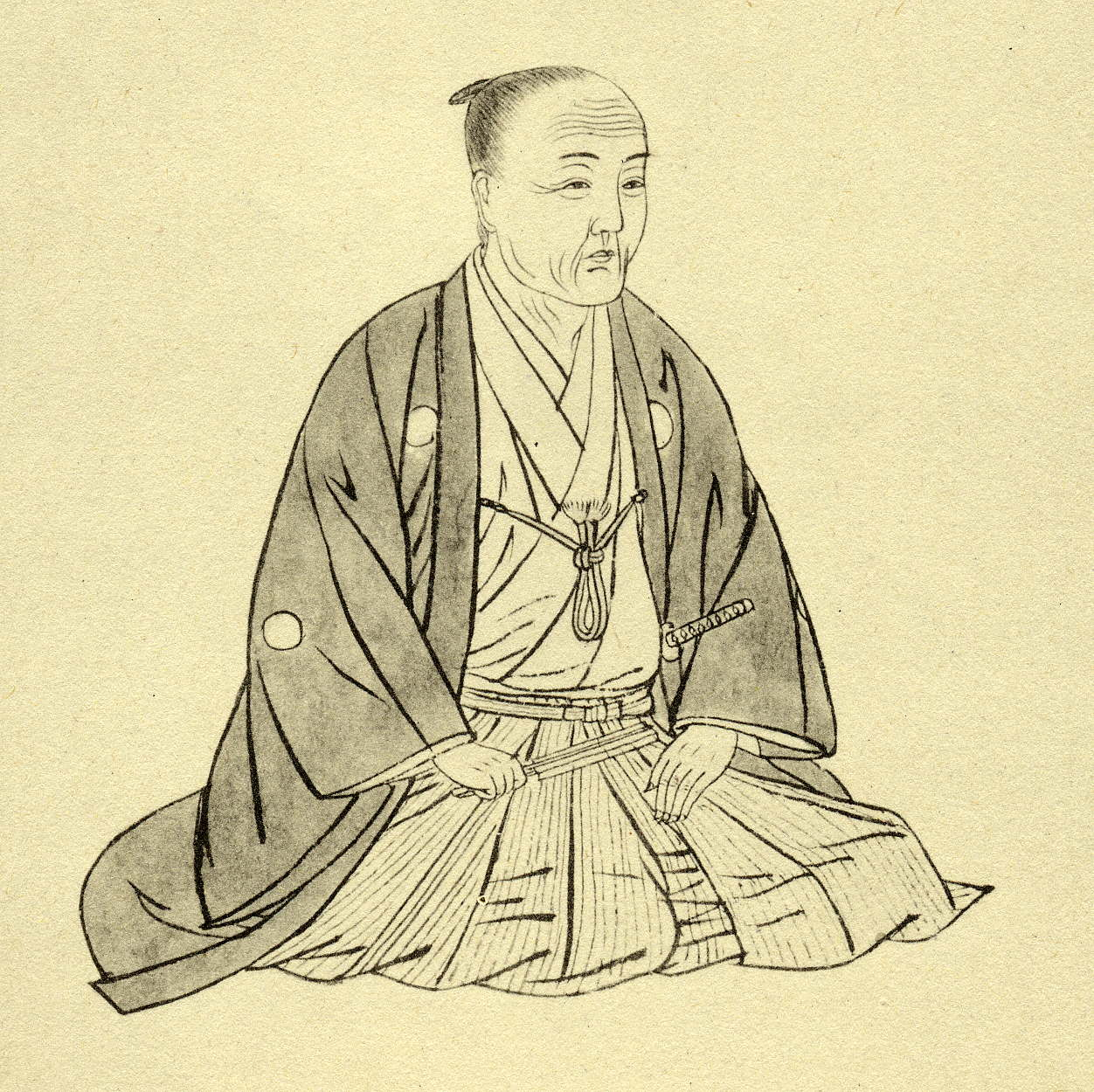
Ban Nobutomo　伴信友.

Ban Nobutomo (伴信友 Ban Nobutomo?) (1773 - octubre de 1846) nació en el distrito de Onyū, provincia de Wakasa, Japón. Fue un samurái del periodo Edo,  seguidor de la corriente intelectual kokugaku, debido a su importancia en esta, recibió el nombre póstumo budista de Zentake'in Dōrin Shin'yū Koji. Era vasallo del feudo de Obama, perteneciente en ese entonces a Sakai Tadakatsu..

## Obras
- Semi no ogawa
- Nakatomi no haraekotoba yōkai (Importantes Aspectos del Ritual de Purificación Nakatomi)
- Yamatohime no mikoto seikikō (Cátedra sobre el Yamatohime no mikoto seiki)
- Shirushi no sugi (La Marca del Cedro)
- Banshinkō (Cátedra sobre Divinidades Extranjeras)
- Nagara no yamakaze (El Viento de Montaña de Nagara)
- Chinkonden (Enseñanzas Espirituales Transmitidas)
- Shinji sanben (Los Tres Ropajes Imperiales)
- Wakasa kyūjikō (Cátedra sobre la Historia de la Provincia de Wakasa)
- Kōzuke sanpikō (Cátedra sobre los Tres Monumentos de Kōzuke)
- Chūgai keiiden (Enseñanzas sobre las Relaciones Internas y Externas)
- Shiseki nenpyō (史籍年表?)
- Hikobae, zan'ōki
- Seibokukō (Cátedra sobre Adivinación)